# Aillavillú
Aillavilú (del mapuche: Aillavilu ‘nueve culebras’), también conocido como Ainavillo, Aynabillo o Aillavillú (¿? – † 22 de febrero de 1550), fue un toqui, o jefe militar mapuche, que dirigió desde el bando indígena la primera gran batalla de la segunda parte del siglo XVI librada entre los mapuches y los españoles y sus indios auxiliares en  durante la conquista de Chile, batalla ocurrida a 14 años de la primera batalla entre españoles y mapuches; la Batalla de Reinohuelén.

## Batalla de Andalién
El enfrentamiento, ocurrido el 22 de febrero de 1550 en los alrededores de la actual ciudad de Concepción, en Andalién, terminó en victoria para los españoles, liderados por Pedro de Valdivia, pese a que los indígenas se batieron denodadamente. Según la tradición Aillavilú dirigió sus huestes con arrojo, despreciando la amenaza de los caballos y arcabuces, que eran completamente desconocidos para sus tropas. Durante la acción Aillavilú, en su temeridad, perdió la vida.
Aillavilú ya había ensayado un ataque contra los españoles, en el mismo lugar, el 26 de enero de 1550, en el que habían resultado muertos 300 indígenas y más de 60 españoles heridos, así como también más de 100 caballos lesionados.
Según Jerónimo de Vivar no lo mataron en la batalla de Andalién y en la batalla siguiente, llevada el ataque contra la fortaleza de Valdivia en Penco con la adición de las fuerzas aliadas de Arauco y Tucapel que traía a sus ejércitos fuerza hasta 60 000 hombres.

## SegúnLa Araucana
El poeta Alonso de Ercilla, en La Araucana, lo llama Ainavillo: lo hace aparecer cayendo prisionero de los españoles en Andalién:

Una batalla tuvo (Pedro de Valdivia) aquí sangrienta,/
donde a punto llegó de ser perdido;/
pero Dios le acorrió en aquella afrenta,/
que en todas las demás le había acorrido:/
otros dello darán más larga cuenta,/
que les está este cargo cometido:/
allí fue preso el bárbaro Ainavillo,/
honor de los pencones y caudillo.

Más adelante, en el poema, Ercilla menciona en el Canto II de La Araucana:

"Respondo a esto que nunca sin caudillo/ la tierra estuvo, electo del senado;/ que, como dije, en Penco el Ainavillo/ fue por nuestra nación desbaratado/ y viniendo de paz, en un castillo/ se dice, aunque no es cierto, que un bocado/ le dieron de veneno en la comida/ donde acabó su cargo con la vida."